# Incisão transuretral da próstata
A incisão transuretral da próstata é um procedimento cirúrgico para o tratamento do aumento da próstata (hiperplasia benigna da próstata).

## Benefícios
A incisão transuretral da próstata — um ou dois pequenos cortes na próstata — pode melhorar o fluxo de urina e corrigir outros problemas relacionados ao aumento da próstata.

## Indicações
Comparado com outros procedimentos cirúrgicos para o aumento da próstata, este é o mais simples e geralmente apresenta menos complicações. No entanto, só pode ser usado quando a próstata estiver relativamente pequena.